# La Chapelle-Thouarault
La Chapelle-Thouarault (tiếng Breton: Bredual) là một xã của tỉnh Ille-et-Vilaine, thuộc vùng Bretagne, miền tây bắc nước Pháp.

## Dân số
| Năm | 1793 | 1856 | 1906 | 1946 | 1962 | 1968 | 1975 | 1982 | 1990 | 1999 | 2005 |
| --- | ---- | ---- | ---- | ---- | ---- | ---- | ---- | ---- | ---- | ---- | ---- |
| Dân số | 499  | 569  | 541  | 458  | 419  | 451  | 792  | 1566 | 1975 | 1915 | 1966 |
| From the year 1962 on: No double counting—residents of multiple communes (e.g. students and military personnel) are counted only once. |      |      |      |      |      |      |      |      |      |      |      |